# Полуторапартийная система
Полуторапарти́йная систе́ма (систе́ма с домини́рующей па́ртией, англ. dominant-party system) — любая многопартийная (или даже однопартийная, но допускающая существование оппозиционных групп, как в случае позднего СССР) страна, где имеется доминирующая партия, политическое явление, при котором одна политическая партия постоянно доминирует в результатах выборов, опережая оппозиционные группы или партии.
Домини́рующая па́ртия (англ. dominant party) — любая правящая партия, находящаяся у власти дольше одного срока подряд. Может также называться доминантной, господствующей, преобладающей, гегемонистской, руководящей, лидирующей и т. п.  
В политологической литературе насчитывается свыше 130 систем с доминирующей партией, которые охватывают почти весь земной шар. Например, на постсоветском пространстве исследователи относят партии «Единая Россия», «Аманат» (Казахстан) и некоторые другие к доминирующим партиям на том основании, что эти партии длительное время занимают большинство мест в парламенте (хотя напрямую не формируют правительство и не назначают официальных лиц на государственные должности). В политологической литературе на русском языке такого рода объединения зачастую называют «партиями власти».
Считается, что система с доминирующей партией может быть как авторитарной, так и демократической. Однако поскольку в мировом политологическом сообществе нет консенсуса по поводу набора обязательных признаков демократии (так, в частности, существует точка зрения, согласно которой отсутствие чередования во власти в принципе несовместимо с демократическими нормами), жестко развести два типа однопартийного доминирования оказывается невозможно.

## Доминирующая партия в политической социологии
Морис Дюверже в книге «Политические партии» впервые предпринял попытку изучения доминирующей партии как социологического феномена. Находясь под влиянием известного экономиста Франсуа Перру, исследовавшего господствующие фирмы, Дюверже предложил её социологическую интерпретацию в качестве госпо́дствующей па́ртии (фр. le parti dominant от фр. domination): 
«... это партия, которая отождествляется с какой-то определенной эпохой; её доктрина, её идеи, её методы, в известном смысле сам её стиль совпадают с соответствующими характеристиками эпохи... партия, которой общественное мнение больше других верит. Эту веру можно сравнить с той, что определяет легитимность власть имущих: они отличны друг от друга и все же родственны между собой. Даже... противники [партии] и граждане, отказывающие ей в своих голосах, признают её превосходство и влиятельность».
Концепция господствующей партии Дюверже, восходящая через Перру к социологии господства Макса Вебера, получила широкое распространение в 1970-1980-е гг. в израильской политической социологии, но не нашла отклика в политической науке. Позднее Дюверже фактически отказался от этой концепции, посчитав ее размытой.